# Амонов, Раджаб
Раджаб Амонов (тадж. Раҷаб Амонов, 1 августа 1923, Ура-Тюбе, Ферганская область Туркестанская АССР — 27 мая 2002, Душанбе, Республика Таджикистан) — советский, таджикский учёный-филолог, академик Академии наук Республики Таджикистан (1981), доктор филологических наук (1968), профессор (1970), член-корреспондент АН Таджикской ССР (1976), писатель, член Союза писателей СССР (1959), литературовед фольклорист, этнограф, участник Великой Отечественной войны (1941—1945), Отличник народного просвещения (1960), Заслуженный деятель науки Таджикской ССР (1991), Лауреат премии им. С. Айни Союза писателей Таджикистана (1995), Лауреат Государственной премии им. Абуали ибн Сино (1997).

## Биография
Амонов Раджаб родился 1 августа 1923 года в древнем городе ремесленников Ура-Тюбе Ферганская область (30.4.1918 — 14.10.1924), Туркестанская АССР (ныне г. Истаравшан, расположен в 90 км юго-западнее города Худжанда, Согдийская область, Республика Таджикистан) в семье сапожника. Рано лишившись отца воспитывался у бабушки, курс начальной школы прошел в интернате. 
 Выпускник Ура-Тюбинского педучилища (1938), учитель средней школы в Ура-Тюбе (1938—1939), затем студент Сталинабадского госпединститута им. Т. Г. Шевченко (1939—1941).
С 1941 по 1945 годы участник Великой Отечественной войны.
С 1945 по 1946 годы методист городского отдела народного образования г. Ура-Тюбе.
С 1945 по 1947 годы студент Сталинабадского государственного педагогического института им. Т. Г. Шевченко.
С 1947 по 1948 годы учитель средней школы № 10 г. Сталинабада.
С 1948 по 1951 годы аспирант Таджикского филиала Академии наук СССР.
С 1951 по 1954 годы младший научный сотрудник Института языка и литературы АН Таджикской ССР.
В 1953 году защитил кандидатскую диссертацию на тему «Очерк устного народного творчества таджиков Кулябской области (Сарихосор)».
С 1954 по 1958 годы старший научный сотрудник, зав сектором фольклора Института языка и литературы им А. Рудаки АН Таджикской ССР.
В 1959 году принят в члены Союза писателей СССР и члены Союза писателей Таджикистана.
Заведующий отделом фольклора Института языка и литературы им А. Рудаки АН Таджикской ССР (1958—1991).
Главный научный сотрудник Института языка и литературы им А. Рудаки АН Республики Таджикистан (1991—2002).
В 1968 году защитил докторскую диссертацию на тему «Таджикская народная лирика» — этот труд получил высокую оценку крупных учёных Советского Союза, таких как А. Н. Болдырев, Б. Сирус и Хади Зариф (до сего дня нет в области жанров лирической поэзии исследования более полного и значительного).
В 1972 году участник Международной конференции ЮНЕСКО по социальному и культурному развитию стран Центральной Азии, где выступил с докладом «О принципах научного издания устного народного творчества».
В 1974 году на VI Конгресс Международного общества по изучению народной прозы (Хельсинки) представил доклад «Поэзия в сказке».
В 1976 году избран членом-корреспондентом Академии наук Таджикской ССР.
В 1978 году участник Международного музыковедческого симпозиума «Профессиональная музыка устной традиции народов Ближнего и Среднего Востока и современность» в г. Самарканде, где выступил с докладом "О поэтической основе «Шашмакома».
В 1981 году избран действительным членом (академиком) Академии наук Таджикской ССР.
В 1994 году принимал участие в собрании Иранистов СНГ и Кавказа в Тегеране, где выступил с докладом на тему «Горизонты сотрудничества таджикских и иранских ученых в области фольклористики».

## Литературная деятельность
Стал писать первые научные, критические, публицистические статьи и прозаические художественные произведения с 1947 года.

Вёл научные работы на различные темы в области литературоведения и фольклора, автор научных исследований устно-поэтического народного творчества, таджикской народной лирики, научно-художественных очерков о работе фольклорных экспедиций, в которых принимал участие с 1948 года, написал рассказы и повести:
- «Очерки эҷодиёти даҳонакии Кӯлоб» = «Очерки устного творчества жителей Куляба» (1963),
- «Аз паи ҳикмати халқ» = «По стопам народной мудрости: Научно-популярный очерк» (1963),
- «Асари бадеӣ ва замон» = «Художественное произведение современности»(1970),
- «Қиссаи беди баланд, чанори пургул ва себи Самарқанд» = «Повесть о высокой иве, цветущем чинаре и самаркандском яблоке» (1986),
- «Рубоиёти халқӣ ва рамзҳои бадеӣ» = «Народные Рубаи и художественные символы» (1987, Тегеран 1998),
- «Рӯбоиёти халқии тоҷикӣ ва рамзи бадеӣ» = «Таджикские народные Рубаи и художественные символы» (1995),
- «Эҷодиёти даҳонакии Кӯлоб» = «Устное творчество Куляба» (1956, 1963),
- «Чистонҳо» = «Загадки» (в соавтор. Я. Калонтаров, 1957),
- «Афсонаҳои халқии тоҷикӣ» = «Таджикские народные сказки» (в соавтор. К. Улуғзода, 1957),
- «Намунаҳои фолклори диёри Рӯдакӣ» = «Образцы родины Рудаки» (в соавтор. М. Шукуров, 1958, 1963),
- «Эҷодиёти даҳонакии водии Зарафшон» (1960) = «Фольклор жителей долины Зеравшана»,
- «Афсонаҳои халқии тоҷикӣ» = «Таджикские народные сказки» (1963, 1975, 1980),
- «Баёзи фолклори тоҷик» = «Рукопись таджикского фольклора»
- «Афсонаҳо барои бачаҳо» = «Сказки для детей»(1958),
- «Ҳафт додарон» = «Семь братьев» (1962),
- «Лаку Пак» (1966) = «Лак и Пак»,
- «Меҳрбону» (1968),
- «Фариштамоҳ» (1969),
- «Ҳасанак» (1972),
- «Нахӯтак» (1979),
- «Рӯбоҳи ҳиллагар» = «Хитрая Леса» (1985),
- «Дар домани кӯҳҳои кабуд» = «У подножья голубых гор» (1964),
- «Навбаҳори чашмасор» = «Весна в краю родников» (1978),
- «Дар нимароҳи умр» = «На полпути жизни»(1988),
- «Қиссаҳои сари кӯҳи баланд» = «Легенды высоких гор» (1990),
- «Пушаймонӣ» = Раскаяние (1993),
- «Арӯс ва ё қиссаи зангирии писари ҳамсоя» (1996),
- «Қиссаҳои диёри чашмасор» (1995),
- «Ишқи найнавоз» = «Любовь флейтиста» (1996)[1][2].

Изданные книги переведены на русский, немецкий, английский и персидский языки.

Академик Раджаб Амонов является автором учебников по таджикской литературе для 3-х и 6-х классов средней школы, которые издаются с 1951 г..

## Некоторые публикации
- Амонов, Раджаб. Детская литература Таджикистана: [Очерки] / Раджаб Амонов; Авториз. пер. Л. Демидчик. — М.: Дет. лит., 1981. — 239 с. — 10 000 экз.
- Амонов, Раджаб. Аз паи хикмати халк: Очерки илми-бадеи = По стопам народной мудрости: Научно-популярный очерк. — Душанбе: Нашрдавточик, 1963. — 104 с.
- Амонов, Раджаб. Родная речь: Для 3-го кл. / Р. Амонов, А. Абдувалиев. - 9-е изд. — Душанбе: Маориф, 1982. — 272 с.
- Амонов, Раджаб. Родная литература : Для 6-го кл. / Р. Амонов, А. Абдувалиев. - 12-е изд. — Душанбе: Маориф, 1987. — 223 с.
- Амонов, Раджаб. Амударья в пиале: [Повесть] / Раджаб Амонов ; [Пер. с тадж. М.М. Явич ; Худож. Э. Выпирайленко]. — Душанбе: Ирфон, 1977. — 176 с. — 7000 экз.
- Амонов, Раджаб. Говорящие деньги: Тадж. нар. сказки: [Для мл. шк. возраста] / Лит. обраб. Р. Амонов, К. Улуг-заде; Пер. К. Улуг-заде; Худож. М. Раков. — Душанбе: Адиб, 1990. — 28 с. — 50 000 экз. — ISBN 5-8362-0307-5.
- Амонов, Раджаб. Афсонаи сехазорсола: Очеркхои илми-бадеи = Сказка, которой тысячи лет. — Душанбе: Ирфон, 1973. — 132 с.
- Амонов, Раджаб. Киссаи беди баланд, чанори пургул ва себи Самарканд = Повесть о высокой иве, цветущем чинаре и самаркандском яблоке / Пер. с тадж.// Художник Семен Байдерман. — М.: Советский писатель, 1986. — 224 с.
- Амонов, Раджаб. Весна в краю родников: Рассказы о детстве / Пер. С. Благо, А. Мальсагова. — М.: Дет. лит., 1981. — 175 с. — 100 000 экз.
- Амонов, Раджаб. Некоторые публикации. — РОССИЙСКАЯ ГОСУДАРСТВЕННАЯ БИБЛИОТЕКА.
- Амонов, Раджаб. Некоторые публикации. — Генеральный алфавитный каталог книг на русском языке (1725 - 1998).
- Амонов, Раджаб. Некоторые публикации. — РОССИЙСКАЯ НАЦИОНАЛЬНАЯ БИБЛИОТЕКА.

## Награды и звания
- Орден Отечественной войны II степени (1985),
- Орден «Дўстӣ» (1998),
- «За победу над Германией в Великой Отечественной войне 1941—1945 гг.» (1945),
- «Двадцать лет Победы в Великой Отечественной войне 1941—1945 гг.» (1965),
- «Тридцать лет Победы в Великой Отечественной войне 1941—1945 гг.» (1975),
- «Сорок лет Победы в Великой Отечественной войне 1941—1945 гг.» (1985),
- За доблестный труд (1970),
- «50 лет Вооруженных Сил СССР» (1970); «60 лет Вооруженных Сил СССР» (1979) и «70 лет Вооруженных Сил СССР» (1988),
- «Ветеран труда» (1985),
- Отличник народного просвещения (1960),
- Заслуженный деятель науки Таджикской ССР (1991),
- Лауреат премии им. С. Айни Союза писателей Таджикистана (1995),
- Лауреат Государственной премии им. Абуали ибн Сино (1997),

Награжден Советским комитетом ветеранов войны «Почетной юбилейной медалью XXV-летия комитета» (1981), Почётными грамотами Президиума Верховного совета Таджикской ССР (1948; 1954; 1958; 1983); ЦК ЛКСМ Таджикистана (1970); Таджикского республиканского отделения Советского фонда мира (1985) и Благодарственной Грамотой всесоюзного общества по распространению политических научных знаний (1960).

## Семья
- Отец — Ташпулатов Амон (18??—1929) — работал председателем артели г. Ура-Тюбе до 1929 года, был членом ВКП(б).
- Мать — Мансурова Турсун

Жена — Мирзоева Каромат (1930—2007)
Дочери:
- Амонова Фируза Раджабовна (1951—2001) — работала зав кафедрой иранской филологии факультета восточных языков ТГУ им В. И. Ленина (1993—1997), доктор филологических наук (1991), профессор (1998)[8].
- Амонова Хуршеда Раджабовна (р. 1955) — живет и работает в г. Душанбе.
- Амонова Зарина Раджабовна (р. 1958) — живет и работает в г. Душанбе[8].